# Dasyatis margaritella
Espèce
Statut de conservation UICN

 DD  : Données insuffisantes
Dasyatis margaritella est une espèce de raie.